# Breiðbandið
 (septembre 2023).
Breiðbandið est un groupe islandais de musique humoristique, originaire de Keflavík. Le groupe est principalement actif entre 2003 et 2013, mais s'est produit lors d'occasions spéciales depuis lors.

## Histoire
Le groupe est formé en février 2003 à Keflavík, sous le nom de H....... Chacun des membres se connaissent depuis l'adolescence et ont, entre autres, contribué à la musique et au théâtre pendant leurs années de lycée. La décision de créer un projet musical est né le 27 décembre 2002 lors d'une soirée de basket-ball. Magnús et Rúnar s'y étaient produits et avaient joué des chansons comiques dont les paroles traitaient des basketteurs de Keflavík. Après la formation du groupe, les membres décident de composer un recueil de musique humoristique. Puis, après avoir été invité à chanter à un mariage, le groupe change de nom pour Breiðbandið, qui fait référence au fait que tous les membres du groupe sont littéralement des « poids lourds ».
La chanson Hvað er það við jólin est écrite à la veille de Noël 2003. La chanson, qui explique pourquoi les femmes doivent être nerveuses avant Noël, est enregistrée à Geimstein, qui se trouve à proximité immédiate de la salle de répétitions du groupe. Le directeur artistique était le musicien de renommée nationale Sigurður Halldór Guðmundsson, qui a longtemps été associé au groupe Hjálma. La chanson est ensuite envoyée au concours de chansons de Noël de Rása 2 ; elle se retrouve à la troisième place et reçoit plusieurs écoutes. Ils écrivent aussi la chanson Elsku Helga Möller qui traite principalement de Helga Möller, une chanteuse islandaise des années 1980.
En 2004, ils sortent leur premier album, Af fullum þunga, devenu indisponible en 2006. En 2006, ils sortent leur deuxième album, Léttir á sér. Pour le critique et site web vf.is : « c'est un fait que tous les 40 ans environ, un groupe de Keflavík apparaît et change l'histoire de la musique islandaise. La dernière fois c'était Hljómar et il est presque certain que maintenant c'est Breidbandið. »
Au fil des années, le groupe se produit une fois en Europe et une fois aux États-Unis. Localement en Islande, il fait plusieurs apparitions à la télévision et la radio. 
En 2010, ils sortent leur troisième et dernier album, Bætir á sig. L'album est vendu dans une tente située à Hafnargatu 49, où le groupe signe également des autographes. L'album comprend notamment la chanson Popppunktur, qui est un clin d'œil à la chaîne télévisée homonyme. 
Breiðbandið cesse ses activités en 2013, soit après 10 ans d'histoire. En mai 2018, pendant la 15e année d'existence du groupe, ce dernier organise un concert, par la suite publié sur YouTube. Hilmar Bragi Bárðarson s'est occupé de la photographie et a tout le mérite du fait que les concerts sont accessibles et peuvent être appréciés par les générations futures.

## Membres
- Ómar Ólafsson — chant, guitare
- Magnús Sigurðsson — banjo, chant
- Rúnar Ingi Hannah — chant, comédie

## Discographie
- 2004 : Af fullum þunga
- 2006 : Léttir á sér
- 2010 : Bætir á sig